# Basilique Notre-Dame d'Aparecida
Pour les articles homonymes, voir Basilique Notre-Dame et Notre-Dame.
 (août 2022).
Si vous disposez d'ouvrages ou d'articles de référence ou si vous connaissez des sites web de qualité traitant du thème abordé ici, merci de compléter l'article en donnant les références utiles à sa vérifiabilité et en les liant à la section « Notes et références ».
La basilique Notre-Dame d'Aparecida (en portugais : Basílica de Nossa Senhora Aparecida) est une cathédrale et basilique mineure située dans la ville d'Aparecida dans l'État de São Paulo au Brésil. 
Construite entre 1955 et 1980, elle est dédiée à Notre-Dame d'Aparecida, sainte patronne du Brésil, et a le statut de sanctuaire national depuis 1983. Elle est le siège de l'archidiocèse d'Aparecida.

## Généralités
Connue également sous le nom de basílica nova (« nouvelle basilique » en français), sa construction commence le 11 novembre 1955 et elle est inaugurée le 4 juillet 1980 à l'occasion du premier voyage de Jean-Paul II au Brésil. En 1984, la Conférence nationale des évêques brésiliens (CNBB) lui donne le rang de « sanctuaire national ». Elle se trouve au centre de la ville. On y accède par la « passerelle de la Foi », qui relie la nouvelle basilique à l'ancienne. Environ 8 millions de pèlerins visitent la basilique tous les ans.

## Églises antérieures

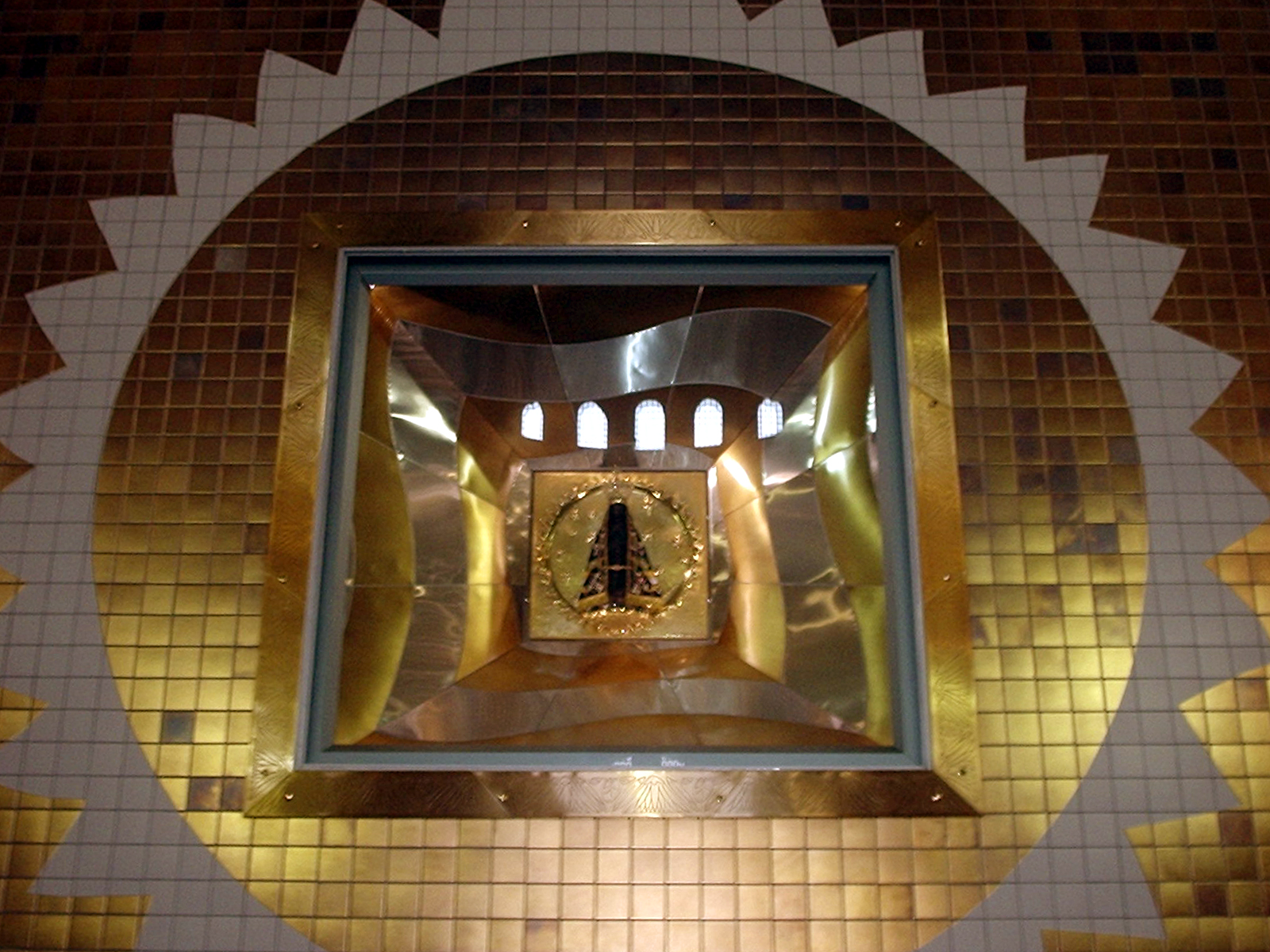
L'image originale de Notre-Dame d'Aparecida, à l'intérieur du sanctuaire.

La « nouvelle basilique » est le troisième édifice religieux élevé en l'honneur de Notre-Dame d'Aparecida en ce lieu. Une première chapelle fut commencée en 1741 et inaugurée en 1745 avant qu'une basilique ne soit commencée en 1844 et achevée en 1888. Une grand partie de la décoration de la première basilique est due au peintre rédemptoriste Max Schmalzl.

## Architecture et géométrie
La basilique peut abriter 45 000 personnes. Elle est construite en forme de croix grecque. Les nefs s'élèvent à 40 mètres du sol. La coupole mesure 70 mètres de hauteur pour un diamètre de 39 mètres. La tour monte à 100 mètres. L'ensemble de la basilique couvre 23 000 m2 dont 18 000 m2 couverts. Le projet est l'œuvre de l'architecte Benedito Calixto de Jesus Neto. La construction a nécessité 40 000 m3 de béton.

## Visites pontificales
La nouvelle basilique Notre-Dame d'Aparecida a été l'objet de plusieurs visites pontificales depuis son inauguration. Elle été visitée et consacrée par Jean-Paul II le 4 juillet 1980. Il y retourna lors de ses trois autres voyages apostoliques au Brésil. Elle fut également visitée par son successeur Benoît XVI, le 12 mai 2007 lors de sa visite apostolique au Brésil. Le pape François s'y est rendu le 24 juillet 2013, lors de son premier voyage pastoral. 